# Donji Kokoti
Donji Kokoti este un sat din municipiul Podgorica, Muntenegru. Conform datelor de la recensământul din 2003, localitatea are 772 de locuitori (la recensământul din 1991 erau 581 de locuitori).

## Demografie
În satul Donji Kokoti locuiesc 571 de persoane adulte, iar vârsta medie a populației este de 35,0 de ani (34,0 la bărbați și 36,1 la femei). În localitate sunt 197 de gospodării, iar numărul mediu de membri în gospodărie este de 3,92.
|  |

| Demografie | Demografie | Demografie |
| An         | Locuitori  | Locuitori  |
| ---------- | ---------- | ---------- |
|            |            |            |
|            |            |            |
|            |            |            |
|            |            |            |
| 1948       | 303        |            |
| 1953       | 333        |            |
| 1961       | 405        |            |
| 1971       | 421        |            |
| 1981       | 523        |            |
| 1991       | 581        | 562        |
| 2003       | 775        | 772        |

| \| Componența etnică conform recensământului din 2003[2] \| Componența etnică conform recensământului din 2003[2] \| Componența etnică conform recensământului din 2003[2] \| Componența etnică conform recensământului din 2003[2] \| Componența etnică conform recensământului din 2003[2] \| \| ----------------------------------------------------- \| ----------------------------------------------------- \| ----------------------------------------------------- \| ----------------------------------------------------- \| ----------------------------------------------------- \| \| \| \| \| \| \| \| Muntenegreni \| Muntenegreni \| \| 519 \| 67,22% \| \| Sârbi \| Sârbi \| \| 201 \| 26,03% \| \| Albanezi \| Albanezi \| \| 8 \| 1,03% \| \| Iugoslavi \| Iugoslavi \| \| 6 \| 0,77% \| \| Croați \| Croați \| \| 2 \| 0,25% \| \| Rusi \| Rusi \| \| 1 \| 0,12% \| \| Macedoneni \| Macedoneni \| \| 1 \| 0,12% \| \| necunoscută \| necunoscută \| \| 7 \| 0,9% \| |              |  |     |        |
| Componența etnică conform recensământului din 2003 |              |  |     |        |
| |              |  |     |        |
| Muntenegreni | Muntenegreni |  | 519 | 67,22% |
| Sârbi | Sârbi        |  | 201 | 26,03% |
| Albanezi | Albanezi     |  | 8   | 1,03%  |
| Iugoslavi | Iugoslavi    |  | 6   | 0,77%  |
| Croați | Croați       |  | 2   | 0,25%  |
| Rusi | Rusi         |  | 1   | 0,12%  |
| Macedoneni | Macedoneni   |  | 1   | 0,12%  |
| necunoscută | necunoscută  |  | 7   | 0,9%   |

## Personalități născute aici
- Sreten Asanović (1931 - 2016), scriitor muntenegrean.